# Německé pracovní a volební společenství
Německé pracovní a volební společenství (německy Deutsche Arbeits- und Wahlgemeinschaft, zkratka DAWG) byla politická strana na území prvorepublikového Československa, která reprezentovala část sudetoněmecké národnostní menšiny.

## Dějiny
Vznikla jako nová formace roku 1928, když Německou nacionální stranu opustila kvůli negativismu a strnulosti jejího programu skupina okolo Alfreda Roscheho a navíc ji posílilo křídlo z Německé demokratické svobodomyslné strany okolo Bruno Kafky. Strana chtěla překonat stavovské rozdělení sudetoněmecké komunity, kladla důraz na ekonomické otázky a navazovala na tradice německého liberalismu. V zemských volbách roku 1928 zaznamenala první úspěchy. V parlamentních volbách v roce 1929 kandidovala v rámci předvolební koalice nazvané Německé volební společenství, do níž vstoupil Německý svaz zemědělců a menší Karpatoněmecká strana. Počátkem 30. let se začala sbližovat s nacistickou stranou, později se Sudetoněmeckou stranou, což ovšem vedlo k odchodu skupiny liberálů z Německé demokratické svobodomyslné strany. Do parlamentních voleb v roce 1935 pak Alfred Rosche stranu již začlenil do Sudetoněmecké strany. Rosche pak po zbytek 30. let působil jako významný funkcionář Sudetoněmecké strany (zpočátku s pověstí umírněného vyjednavače).